# 高崎市の再開発
高崎市の再開発（たかさきしのさいかいはつ）では、群馬県高崎市に実施されている再開発事業、優良建築物等整備事業について記す。

## 概要
高崎駅に上越新幹線が開業した昭和50年代以降から開発事業が進展した。

## 市街地再開発事業
※
- 高崎市中部名店街B-1  ( セントラル高崎、S53 ～ S55)
- 高崎駅東口第一地区（高崎イーストセンタービル、S56 ～ S59）
- 高崎駅東口第二地区（高崎イーストタワー、S62 ～H1）

高崎駅東口側に建設された、地上14階建てのオフィスビル。
地上8階建てのオフィスビル。1・2階はテナントゾーンになっている。
- 高崎駅西口第一地区（ウエストワンビル、S60 ～H2）
- 高崎駅西口第二地区（ラ・メルセ、S62 ～H2）

B&Dや京都きもの友禅、ワシントンホテルなどのテナントが入っている。
- 城址地区（シンフォニア高崎城址、H1～H5）

地上14階建て、1・2階がテナントゾーンで2階には高崎市消費生活センターが入居。3～14階は分譲住宅。
- 高崎駅東口第三地区（ツインシティ、H3～H6）

地上15階建て、総戸数150戸のマンションと、10階建てのオフィスビルの複合再開発。
- 高崎駅東口第四地区（群馬トヨタビル、イーストパーク、H6 ～ H 9）
- 高崎駅西口旭町西地区（ステイシア高崎、H6 ～H9）
- 高崎駅西口北第一（ウエストパーク1000、H11～H13）

　　地上7層の立体駐車場。収容台数は1000台。隈研吾の設計。
- 高崎駅東口第九地区（ブリリアタワー高崎 アルファレジデンシア、H27～R1）

　　28階建て、99.91m。

## 優良建築物等整備事業
※
- 田町地区（シティハイム田町、S59）
- 高崎駅西口第五地区（井上山種ビル、S62〜S63）
- 都心部A-2 ( 高崎鞘町ビル、S61～S63)
- 都心部B-2(高崎鞘町シティハウス、S63 ～H2)
- 都心部B-3（アークプラザ、S63）
- 本町第三地区(プリエッセ武内、H4～H5)
- 高崎駅東口第五地区(高崎タワー21、H6〜H9 )
- 宮元町（お堀端）地区(ザ・グランクーブス、H10〜H12)
- 高崎駅東口第六地区（ソルテ高崎イースト、パーク525、H11〜H12）

　　地上14階建ての共同住宅と併設の立体駐車場の共同再開発。
- 鶴見町 (西口サウスパーク、H12〜H13)
- 八島町(イディオム、H13〜H14)
- 真町(レジェンド高崎、H13〜H15)
- 高崎駅西口北第二(旭町ビル、H14〜H15)

地上5階建て、1・2階にテナントが入居。当初は1階がGAP（のちにイオンモール高崎へ移転）、2階がタワーレコード（撤退）だったが、その後、1階にマルエドラッグ、2階に2014年にアニメショップのアニメイト（移転）とらしんばんが入居。3～5階にはオフィスが入居。オフィスゾーンにはパスポートセンターなどが入居している。
- 旭町 (ハートスクエア長建、H16〜H17)

　　地上9階建て、1・2階にメディカルモール。3～9階は共同住宅。
- 八島町南(レジデンス高崎、H17〜H18)

　　地上14階建て、学童施設が入居。1～14階まで分譲住宅。総戸数90戸。
- 高崎駅東口第八地区（ホテル ココ・グラン高崎、H19～H24）

東町。2007年12月着工予定（当初計画）。地上11階（当初計画では18階）。1・2階にテナント。完成は2012年8月。
- 高崎鞘町シティハイツ
- イノウエビル

地上8階、地下1階建てのオフィスビル。みずほ証券などが入居。
- ザ・グランクーブス

地上12階建て、総戸数64戸の高層マンション。
- セレストタワー高崎

地上21階、地下1階建て。免震構造と高強度コンクリート採用で、全140邸のタワーマンション。
- 国立病院機構高崎総合医療センター新病棟

地上7階建ての病棟。2009年10月完成。
- 高崎市総合保健センター

新図書館（高崎市立中央図書館）と医療保建センターが入った複合施設のビル。
- レーベンリヴァーレ高崎グレイス

地上14階建て。江木町に立地する。

## その他

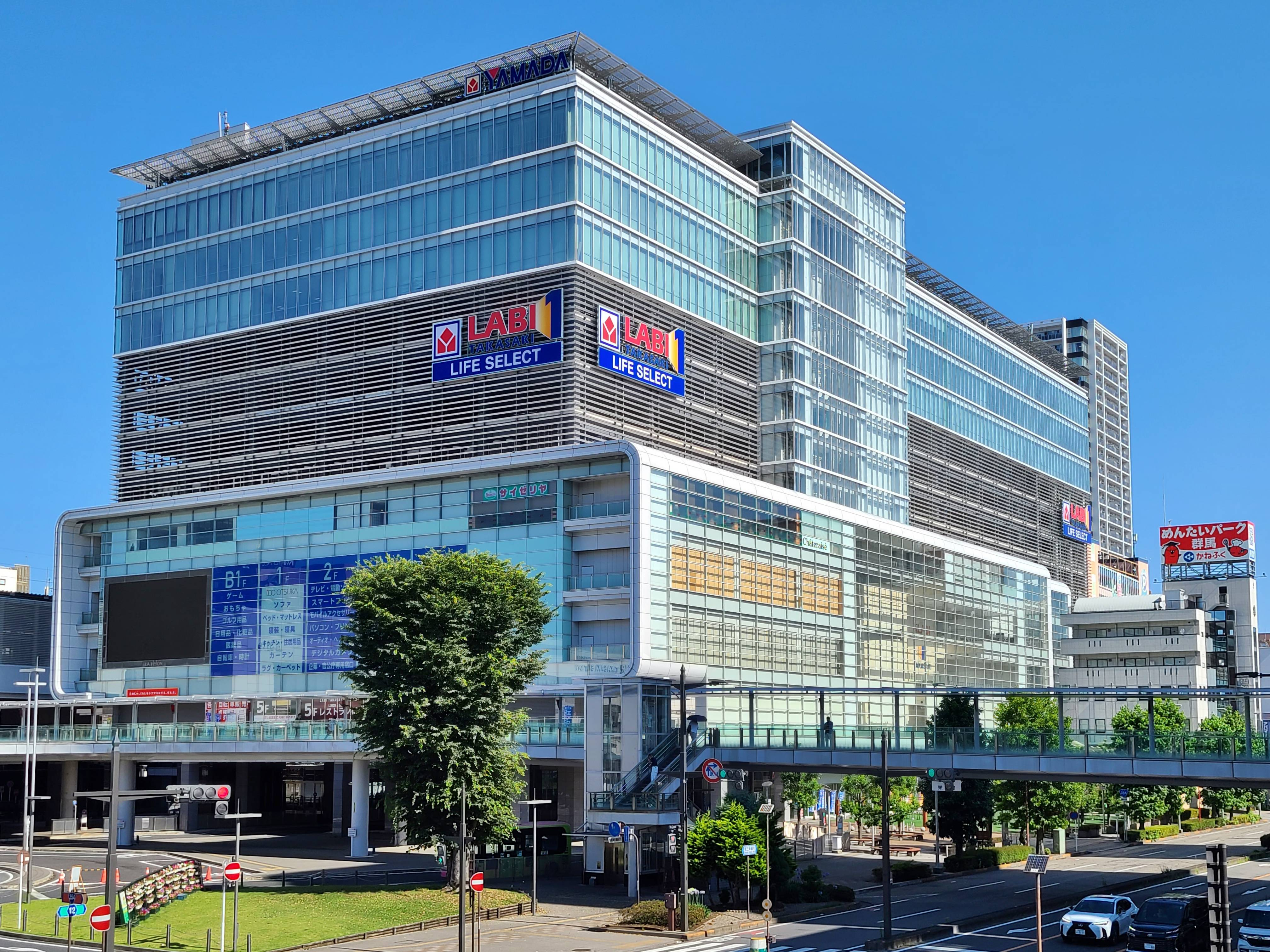
ヤマダデンキLABI1 LIFE SELECT高崎

- ヤマダデンキLABI1 LIFE SELECT高崎

ヤマダデンキの都市型家電量販店で、本社を併設している。
- 高崎駅西口第四地区再開発（計画中）

八島町。地上8階建。全フロア商業施設。延べ床面積は12,054m2。テナントなどは未定。高崎駅西口とペデストリアンデッキで直結予定。

## 現在工事が進行している事業
- 高崎駅東口栄町地区第一種市街地再開発事業
- 宮本町第二地区（R3～R9）
- 連雀町地区（R5〜R9）
- 高崎駅東口 ペデストリアンデッキ整備事業

高崎駅東口の整備、バリアフリー化など

## 高崎駅東口栄町地区第一種市街地再開発事業
JR高崎駅近く（群馬県高崎市栄町73-1ほか）に商業施設、公益施設、オフィス、住宅（290戸程度）で構成する地上27階、地下1階、高さ約99ｍの複合棟および地上7階の駐車場棟の建設を計画している。 2棟合わせた延べ面積は約75,000㎡。 一般業務代行者は野村不動産・佐藤総合計画・都市設計連合JV。 2023年度の基本計画策定、2024年度の基本設計及び本組合設立、2025年度の実施設計を予定し、2027年度の着工、2029年度の完成を目指している。
当初の計画では、高級ホテルや店舗、オフィス、マンションなどで構成する高さ約98ｍ、延べ面積約10万㎡の大規模複合ビルの建設を計画していたが、 2021年6月、新型コロナウイルスの影響によりホテル誘致が難航し、またオフィス需要が落ち込んでいることを考慮し、事業を一時凍結すると発表した。
2022年12月8日に新たな計画として、ホテルを断念し、オフィスも縮小しているが、住宅は約60戸増やしたものが公開。 このほかに商業施設や高崎商工会議所が入るほか、市有施設として中央公民館、子ども図書館、子どものための室内遊技場、会議室、ギャラリーなども計画されている。

## 宮元町第二地区優良建築物等整備事業
スズラン百貨店高崎店の移転、駐車場棟、住宅棟（高層マンション）を計画。
地区面積は約１ｈａ。総事業費は約１５０億円。
敷地面積８３１３㎡、延べ床面積４万２３６６㎡。
商業棟は鉄骨造４階、地下１階。住宅棟は鉄筋コンクリート造１９階、地下１階。
駐車場棟は鉄骨造６階建て。
用途は、百貨店、共同住宅（２５０戸）、駐車場（２８４台）。
工期は令和４年８月から令和１０年１月を予定。

## 高崎操車場跡地再開発
- 現在、高崎市は高崎操車場跡地を高崎市と前橋市の都心機能を補完するための新都心（副都心）、高崎ビジネスパークとして、企業を誘致中である。また、高崎線の高崎～倉賀野間に、新駅「下之城駅（仮称）」が設置予定である。現在、高崎市では高崎ビジネスパークの分譲を実施している[5]。

ガトーフェスタ・ハラダの出店が確定し、2013年3月に地上5階建ての新店舗が開業した。市の「奨励金制度」によって他多数の企業が進出を検討している。
- 周辺のキリンビール高崎工場、JT高崎工場跡地の利用目途も立ってきた（JT跡地には関東いすゞ自動車の本社兼工場が建設された）ことから、操車場跡地再開発も活発化する可能性がある。
- キリンビール高崎工場跡地には、森永製菓の新工場が建設される。22年度には新工場の起工式も行われ、工場建設はこれからさらに本格化する見通し。

## 都心東地区再開発
- 日清製粉高崎工場跡地の再開発として平成4年前後には36階建て1棟、20階建て2棟の超高層共同住宅を中心とした再開発計画が存在しており、平成13年当初の竣工を予定していたが、その計画自体は白紙化され、現在、再開発地区計画が超高層限定から高層限定に変更されるなどの動きはあるものの、公に具体的な計画は出てきていない。土地所有者は丸紅と東京建物。